# Kasteel Rattendaal

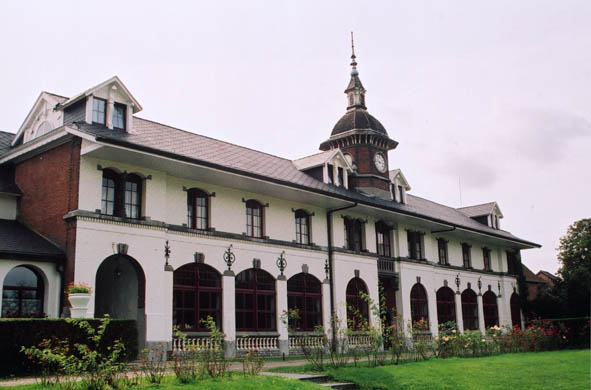
Kasteel Rattendaal

Kasteel Rattendaal is een kasteel nabij de Vlaams-Brabantse plaats Sint-Pieters-Leeuw, gelegen aan de Kasteelstraat 20, 44-48 en 20B.

## Geschiedenis
In de 12e of 13e eeuw was er sprake van het Hof te Zellik. Het was een vierkantshoeve waarbij zich ook een buitenhuis bevond. In de 19e eeuw kwam de naam Rattendaal in zwang naar het gelijknamige gehucht waarin het kasteeltje zich bevond.
In 1836 werd, in opdracht van graaf Antoine van der Dilft, het buitenhuis gesloopt en vervangen door een neoclassicistisch gebouw. In 1894 werd het domein aangekocht door baron Albert de T'Serclaes en deze liet het in eclectische stijl verbouwen. Ook de dienstgebouwen werden aangepast.
Tijdens het interbellum was wijnhandelaar Jules Wodon de eigenaar. Deze was niet in staat het domein te onderhouden en het raakte in verval. Begin jaren '50 van de 20e eeuw werd het kasteel, op de benedenverdieping na, gesloopt. Vanaf 1960 werd een deel van het domein verkaveld.
In 1977 werd wat over was van het domein aangekocht door een protestantse theologische hogeschool die bekend ging staan als Continental Theological Seminary. Deze renoveerde een deel van de gebouwen en vestigde er onder andere een bibliotheek.